# Mondoperaio

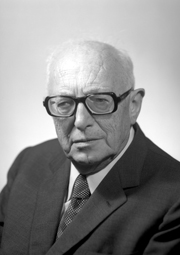
Pietro Nenni

Mondoperaio, già Mondo Operaio, è una rivista a carattere culturale-politico apparsa il 4 dicembre 1948 su iniziativa di Pietro Nenni.

## Storia
Presenza costante fra le riviste politico-culturali del secondo dopoguerra, nata come "rassegna politica settimanale", Mondo Operaio si propone di intervenire prevalentemente sui problemi di politica estera che Nenni considerava "la politica per eccellenza".
Diventato organo del Partito Socialista Italiano e quindicinale nel 1953, per adottare nello stesso anno una periodicità mensile, Mondo Operaio si arricchisce di nuovi temi che troveranno una loro prima collocazione nel Congresso di Torino del 1955 dove viene elaborata la politica del dialogo con i cattolici.

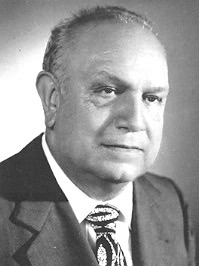
Francesco De Martino

Nel primo numero del 1956 Francesco De Martino assume la condirezione (rimanendo Pietro Nenni direttore fino al 1958) e, con l'editoriale Prospettive della politica socialista, fissa i nuovi compiti della rivista.

Raniero Panzieri

Fino al 1959 il periodico affronta in modo organico i temi dello stalinismo, dei rapporti tra socialismo e democrazia, del controllo operaio con l'aiuto dell'allora nuovo giovane condirettore Raniero Panzieri. Si arricchiscono anche i temi di interesse culturale e vengono pubblicati a puntate testi di Balzac, di Brecht, di Blasco Ibáñez per poi approdare, tra il marzo e il dicembre 1958, ad un supplemento scientifico-letterario redatto da Carlo Muscetta e Carlo Castagnoli.
Nelle pagine letterarie escono così articoli di scrittori critici emergenti come Giorgio Bassani, Franco Fortini, Giuseppe Petronio, Pier Paolo Pasolini, Alberto Asor Rosa e altri.
Quando nel 1959 Panzieri abbandona Mondo Operaio e il Partito Socialista, la rivista assume sempre di più la fisionomia di testata partitica, fino alla rifondazione, nel 1973, da parte del nuovo direttore Federico Coen.
La rivista ospita dibattiti che innovano radicalmente la cultura politica italiana: nel 1975 Norberto Bobbio critica la dottrina marxista dello Stato; nel 1976 Massimo Luigi Salvadori critica la dottrina gramsciana dell'egemonia; nel 1977 Giuliano Amato apre la discussione sulla necessità di riforme istituzionali.
A Mondoperaio collaborano assiduamente anche Francesco Forte, Giorgio Ruffolo, Gino Giugni, Luciano Cafagna, Stefano Rodotà, Giuseppe Bedeschi, Luciano Pellicani, Ruggero Guarini, Ernesto Galli della Loggia e Giampiero Mughini; la redazione vede, accanto a Coen, Mario Baccianini, Luciano Vasconi, Francesco Gozzano.
Nel 1985 a Coen subentra Luciano Pellicani. Con la direzione di Pellicani la rivista continua nel solco del rinnovamento e della modernizzazione della cultura politica della sinistra italiana, sulla scia di quanto, sotto un profilo squisitamente politico, stava facendo il Psi di Bettino Craxi.
Nel 1994 la rivista sospende le sue pubblicazioni, a causa dello scioglimento del PSI.

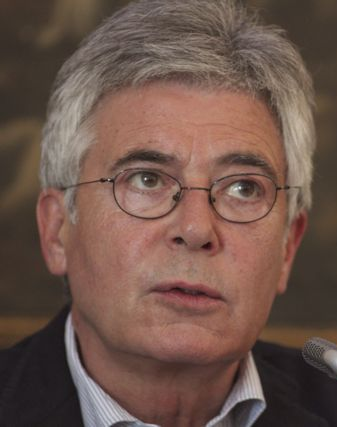
Claudio Martelli

Dal 1998, diretta dall'ex ministro Claudio Martelli, viene pubblicata dallo SDI fino al 2000, con una nuova veste editoriale, formato libro e un'identità politicamente schierata, ma laica e liberale, con sguardi all'Europa.
Tra le firme: Emanuele Macaluso, Predrag Matvejević, Francis Fukuyama, Arnaldo Colasanti, Attilio Scarpellini, Giuliano Cazzola, Adriano Sofri, Stefano Folli, Paolo Franchi, Ferdinando Imposimato, Anna Germoni, Federico Bugno, Piero Melograni, Luigi Fenizi.

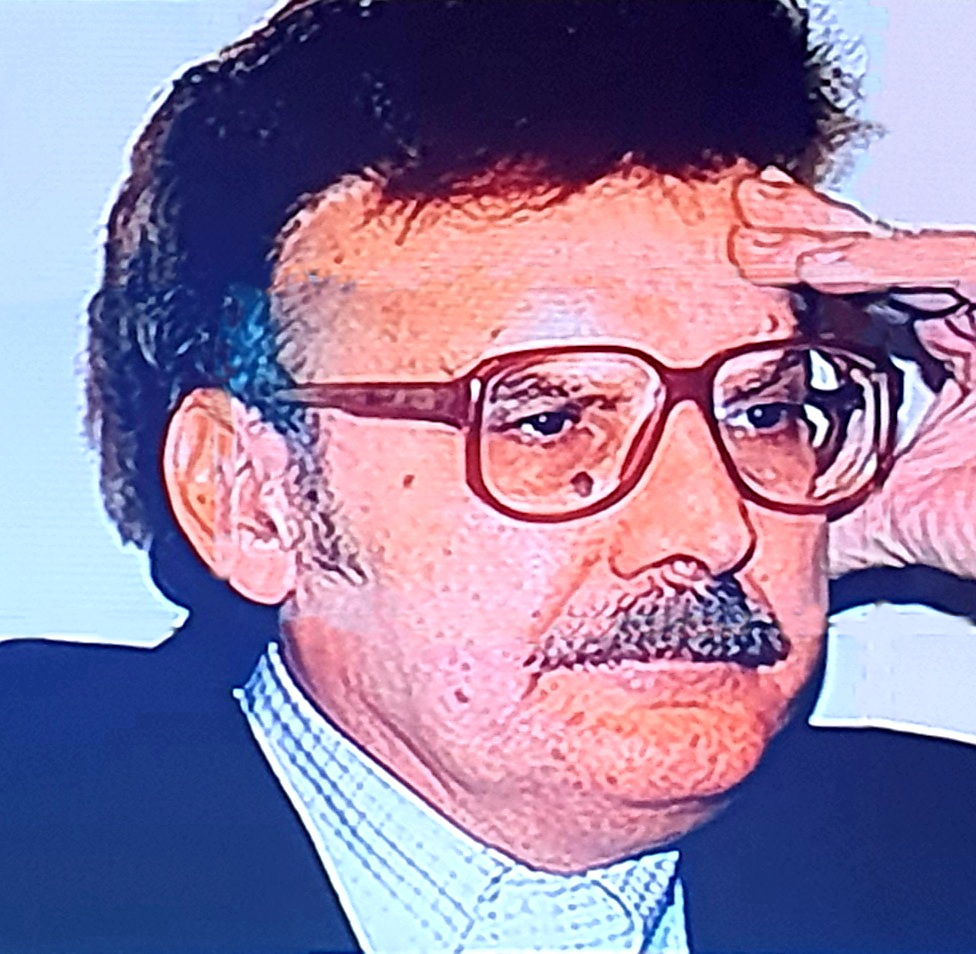
Luciano Pellicani

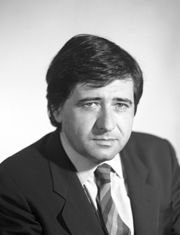
Luigi Covatta

Dopo Martelli, subentra alla direzione nuovamente Pellicani fino al 2008, con la redazione, tra gli altri, di Antonio Landolfi, Marco Leto, Luciano Cafagna, Alberto Benzoni, Antonio Ghirelli, Andrea Millefiorini; nel 2009 è la volta di Luigi Covatta, con una nuova serie rinnovata nei contenuti e nella grafica, con un comitato di redazione nel quale fanno parte molti di coloro che negli anni Settanta crearono un grande dibattito intorno a Mondoperaio: tra questi si ricordano Gennaro Acquaviva, Salvo Andò, Alberto Benzoni, Daniela Brancati, Simona Colarizi, Biagio De Giovanni, Antonio Ghirelli, Walter Pedullà, Giuseppe Tamburrano; la segretaria di redazione è Giulia Giuliani e il redattore capo Raffaele Tedesco.
Mondoperaio è stata la rivista ufficiale del Partito Socialista Italiano, ricostituito nel 2007 dall'unione tra lo SDI e altri movimenti politici d'ispirazione laica e liberalsocialista, nel 2019 la testata Mondoperaio viene acquisita, con l’omonima società editrice, dalla Fondazione Socialismo presieduta da Gennaro Acquaviva, ed il direttore Luigi Covatta viene affiancato dai condirettori Tommaso Nannicini e Cesare Pinelli.
Nel novembre 2019 Roberto Sajeva, già bureau member dei Giovani Socialisti Europei ed ex segretario della Federazione dei Giovani Socialisti, viene nominato direttore editoriale.

## Logo

1948-1950
1951
1952-1953
1954-1955
1956-1959
1960-1965
1966-1968
1969
1970
1971
1972-1973
1973-1984
1985-1988; 2000-2008
1990-1996
1997-1998
1999-2000
2009-attuale